# Tir à l'arc par équipes féminin aux Jeux olympiques d'été de 2016
Navigation
Londres 2012 Tokyo 2020
L'épreuve par équipes féminine de tir à l'arc des Jeux olympiques d'été 2016 de Rio de Janeiro se déroule le 6 août 2016.

## Format de la compétition
Les équipes sont composées de trois archères. Les 12 meilleures équipes sont classées par rapport aux résultats obtenus par leurs athlètes lors du tour de qualification de l'épreuve individuelle (72 flèches au total). Ce classement détermine le tableau de la phase finale.
Les 4 meilleures équipes des qualifications sont têtes de série et sont exemptées du premier tour.
Chaque match se compose de quatre sets de 6 flèches, deux par archère. L'équipe avec le score le plus élevé sur l'ensemble - le total des six flèches - reçoit deux points pour la manche ; si les équipes sont à égalités, chacune reçoit un point sur la manche. La première équipe à cinq points gagne le match. Le vainqueur se qualifie pour le tour suivant tandis que l'équipe perdante est éliminée de la compétition.

## Programme
Les horaires sont ceux de Brasilia (UTC−3).
| Jour   | Date               | Début  | Fin     | Épreuve            | Phase                  |
| ------ | ------------------ | ------ | ------- | ------------------ | ---------------------- |
| Jour 2 | Samedi 6 août 2016 | 9 h 00 | 17 h 45 | Par équipes hommes | Éliminations/Médailles |

## Records
Avant cette compétition, les records mondiaux et olympiques sont les suivants.  Ils ont été réalisés lors des Jeux 2012 par l'équipe sud-coréenne.
- 216 flèches lors du tour de classement

| Date         | Archers                                                | Lieu    | Performance | Record |
| ------------ | ------------------------------------------------------ | ------- | ----------- | ------ |
| 14 juin 2016 | Corée du Sud Choi Mi-sun, Ki Bo-bae, Chang Hye-jin     | Antalya | 2045        | WR     |
| 9 août 2008  | Corée du Sud Park Sung-Hyun, Yun Ok-Hee, Joo Hyun-Jung | Pékin   | 2004        | OR     |

## Résultats

### Tour de classement
| Rang | Nation         | Archer                                                  | Score | 10s | Xs |
| ---- | -------------- | ------------------------------------------------------- | ----- | --- | -- |
| 1    | Corée du Sud   | Chang Hye-jin Choi Mi-sun Ki Bo-bae                     | 1998  | 59  | 37 |
| 2    | Russie         | Tuyana Dashidorzhieva Ksenia Perova Inna Stepanova      | 1938  | 56  | 19 |
| 3    | Chine          | Cao Hui Qi Yuhong Wu Jiaxin                             | 1933  | 45  | 21 |
| 4    | Taipei chinois | Le Chien-ying Lin Shih-chia Tan Ya-ting                 | 1932  | 50  | 23 |
| 5    | Mexique        | Gabriela Bayardo Aída Román Alejandra Valencia          | 1922  | 42  | 20 |
| 6    | Italie         | Lucilla Boari Claudia Mandia Guendalina Sartori         | 1911  | 41  | 26 |
| 7    | Inde           | Deepika Kumari Bombayla Devi Laishram Laxmirani Majhi   | 1892  | 40  | 20 |
| 8    | Ukraine        | Veronika Marchenko Anastasia Pavlova Lidiia Sichenikova | 1890  | 52  | 14 |
| 9    | Japon          | Yuki Hayashi (ja) Kaori Kawanaka Saori Nagamine         | 1862  | 36  | 16 |
| 10   | Colombie       | Carolina Aguirre Ana Rendón Natalia Sánchez             | 1855  | 35  | 17 |
| 11   | Brésil         | Marina Canetta Ane Marcelle dos Santos Sarah Nikitin    | 1845  | 37  | 12 |
| 12   | Géorgie        | Kristine Esebua Yulia Lobzhenidze Khatuna Narimanidze   | 1831  | 37  | 15 |

### Tableau final
| 1er tour | 1er tour | 1er tour | 1er tour | 1er tour | 1er tour | 1er tour |  |  | Quarts de finale | Quarts de finale | Quarts de finale | Quarts de finale | Quarts de finale | Quarts de finale | Quarts de finale |  |  | Demi-finales | Demi-finales   | Demi-finales | Demi-finales | Demi-finales | Demi-finales | Demi-finales |  |                               | Finale                        | Finale                        | Finale                        | Finale                        | Finale                        | Finale                        | Finale |
|          |          |          |          |          |          |          |  |  |                  |                  |                  |                  |                  |                  |                  |  |  |              |                |              |              |              |              |              |  |                               |                               |                               |                               |                               |                               |                               |        |
|          |          |          |          |          |          |          |  |  |                  |                  |                  |                  |                  |                  |                  |  |  |              |                |              |              |              |              |              |  |                               |                               |                               |                               |                               |                               |                               |        |
|          |          |          |          |          |          |          |  |  | 1                | Corée du Sud     | 54               | 57               | 55               |                  | 5                |  |  |              |                |              |              |              |              |              |  |                               |                               |                               |                               |                               |                               |                               |        |
| 9        | Japon    | 53       | 55       | 54       | 55       | 6        |  |  |                  | Japon            | 54               | 51               | 54               |                  | 1                |  |  |              |                |              |              |              |              |              |  |                               |                               |                               |                               |                               |                               |                               |        |
| 8        | Ukraine  | 54       | 54       | 53       | 53       | 2        |  |  |                  |                  |                  |                  |                  |                  |                  |  |  |              | Corée du Sud   | 60           | 53           | 56           |              | 5            |  |                               |                               |                               |                               |                               |                               |                               |        |
| 5        | Mexique  | 54       | 58       | 57       |          | 6        |  |  |                  |                  |                  |                  |                  |                  |                  |  |  |              | Taipei chinois | 50           | 53           | 52           |              | 1            |  |                               |                               |                               |                               |                               |                               |                               |        |
| 12       | Géorgie  | 50       | 52       | 55       |          | 0        |  |  |                  | Mexique          | 51               | 55               | 52               | 52               | 4                |  |  |              |                |              |              |              |              |              |  |                               |                               |                               |                               |                               |                               |                               |        |
|          |          |          |          |          |          |          |  |  | 4                | Taipei chinois   | 50               | 51               | 54               | 56               | 5                |  |  |              |                |              |              |              |              |              |  |                               |                               |                               |                               |                               |                               |                               |        |
|          |          |          |          |          |          |          |  |  |                  |                  |                  |                  |                  |                  |                  |  |  |              |                |              |              |              |              |              |  |                               |                               | Corée du Sud                  | 59                            | 55                            | 51                            |                               | 5      |
|          |          |          |          |          |          |          |  |  |                  |                  |                  |                  |                  |                  |                  |  |  |              |                |              |              |              |              |              |  |                               |                               | Russie                        | 49                            | 51                            | 51                            |                               | 1      |
|          |          |          |          |          |          |          |  |  | 3                | Chine            | 52               | 48               | 55               | 50               | 4                |  |  |              |                |              |              |              |              |              |  |                               |                               |                               |                               |                               |                               |                               |        |
| 11       | Brésil   | 50       | 43       | 54       |          | 0        |  |  |                  | Italie           | 52               | 49               | 47               | 53               | 5                |  |  |              |                |              |              |              |              |              |  |                               |                               |                               |                               |                               |                               |                               |        |
| 6        | Italie   | 54       | 52       | 56       |          | 6        |  |  |                  |                  |                  |                  |                  |                  |                  |  |  | Italie       | 54             | 53           | 50           | 49           | 3            |              |  |                               |                               |                               |                               |                               |                               |                               |        |
| 7        | Inde     | 52       | 49       | 52       | 52       | 5        |  |  |                  |                  |                  |                  |                  |                  |                  |  |  | Russie       | 54             | 47           | 52           | 52           | 5            |              |  |                               |                               |                               |                               |                               |                               |                               |        |
| 10       | Colombie | 51       | 50       | 52       | 44       | 3        |  |  |                  | Inde             | 48               | 53               | 53               | 54               | 4                |  |  |              |                |              |              |              |              |              |  | Match pour la troisième place | Match pour la troisième place | Match pour la troisième place | Match pour la troisième place | Match pour la troisième place | Match pour la troisième place | Match pour la troisième place |        |
|          |          |          |          |          |          |          |  |  | 2                | Russie           | 50               | 52               | 50               | 55               | 5                |  |  |              |                |              |              |              |              |              |  |                               |                               | Taipei chinois                | 56                            | 55                            | 49                            | 56                            | 5      |
|          |          |          |          |          |          |          |  |  |                  |                  |                  |                  |                  |                  |                  |  |  |              |                |              |              |              |              |              |  |                               |                               | Italie                        | 52                            | 54                            | 51                            | 56                            | 3      |

| Rang | Nation         | Archer                                                  | Score | 10s | Xs |
| ---- | -------------- | ------------------------------------------------------- | ----- | --- | -- |
| 1    | Corée du Sud   | Chang Hye-jin Choi Mi-sun Ki Bo-bae                     | 1998  | 59  | 37 |
| 2    | Russie         | Tuyana Dashidorzhieva Ksenia Perova Inna Stepanova      |       |     |    |
| 3    | Taipei chinois | Le Chien-ying Lin Shih-chia Tan Ya-ting                 |       |     |    |
| 4    | Italie         | Lucilla Boari Claudia Mandia Guendalina Sartori         |       |     |    |
| 5    | Mexique        | Gabriela Bayardo Aída Román Alejandra Valencia          |       |     |    |
| 6    | Inde           | Deepika Kumari Bombayla Devi Laishram Laxmirani Majhi   |       |     |    |
| 7    | Chine          | Cao Hui Qi Yuhong Wu Jiaxin                             |       |     |    |
| 8    | Japon          | Yuki Hayashi (ja) Kaori Kawanaka Saori Nagamine         |       |     |    |
| 9    | Brésil         | Marina Canetta Ane Marcelle dos Santos Sarah Nikitin    |       |     |    |
| 10   | Colombie       | Carolina Aguirre Ana Rendón Natalia Sánchez             |       |     |    |
| 11   | Géorgie        | Kristine Esebua Yulia Lobzhenidze Khatuna Narimanidze   |       |     |    |
| 12   | Ukraine        | Veronika Marchenko Anastasia Pavlova Lidiia Sichenikova |       |     |    |